# Die Maske des Zorro
Die Maske des Zorro (Originaltitel: The Mask of Zorro) ist ein Mantel-und-Degen-Film aus dem Jahr 1998 von Regisseur Martin Campbell. Die Hauptrollen spielten Antonio Banderas und Anthony Hopkins. 2005 erschien eine Fortsetzung unter dem Titel Die Legende des Zorro.

## Handlung
Infolge des mexikanischen Unabhängigkeitskriegs geht 1821 die 300-jährige Herrschaft Spaniens über Mexiko zu Ende. Ein vom mexikanischen General Santa Anna angeführter Volksaufstand im Land breitet sich aus und erreicht die nördliche Provinz, das historische Territorium von Kalifornien. Die Bauern fordern den Tod des letzten spanischen Gouverneurs Don Rafael Montero, eines tyrannischen Despoten, der trotz der Anweisung, nach Spanien zurückzukehren, seine Macht nicht ohne weiteres aufgeben will. Dem gebeutelten Volk steht ein geheimnisvoller maskierter Kämpfer zur Seite, sein Name: Zorro.
Hinter Zorro verbirgt sich Don Diego de la Vega, der mit seiner Frau Esperanza eine wenige Wochen alte Tochter mit Namen Elena hat. In der Nacht soll das bisher von Spanien kontrollierte Gebiet Alta California an Mexiko übergeben werden. Gouverneur Montero teilt das Land zuvor unter den Dons auf. In dieser Nacht kommt Montero dahinter, wer sich hinter Zorro verbirgt: Er dringt mit seinen Männern in das Anwesen von de la Vega ein, dabei wird Esperanza getötet, in die auch Montero verliebt war, sowie das Haus niedergebrannt. Montero verhaftet de la Vega und nimmt dessen Baby an sich. 20 Jahre lang wird er im Kerker gefangengehalten, bis ihm die Flucht gelingt.
Er will Rache an Montero für seine ermordete Frau und die entführte Tochter Elena nehmen. Der inzwischen in die Jahre gekommene Mann findet in dem jungen Banditen Alejandro Murrieta einen Nachfolger, der in die Rolle des Zorro schlüpfen soll. Er trainiert ihn im Umgang mit Degen und Peitsche und lehrt ihn Benehmen. Monteros Handlanger sind jedoch nicht einfach zu schlagen, allen voran Captain Love der kalifornischen Miliz. (Alejandros Bruder Joaquin nahm sich das Leben, um der Verhaftung durch ihn zu entgehen.)
Murrieta findet heraus, dass Montero eine geheime Goldmine besitzt, in der er Sklaven beschäftigt. Mit dem Gold will er Alta California aufkaufen und selbst Herrscher einer unabhängigen Republik Kalifornien werden. De la Vega teilt inzwischen seiner Tochter Elena ihre wahre Herkunft mit, nachdem diese eine entsprechende Behauptung bereits auf dem Markt gehört hatte.
In der Goldmine findet der Schlusskampf statt: Die Mine wird zerstört, die Sklaven werden befreit sowie Montero und Love getötet. De la Vega wird bei der Schlacht tödlich verletzt und gibt Elena und Alejandro im Sterben seinen Segen. Die beiden bekommen einen Sohn und nennen ihn Joaquin.

## Synchronisation
Die deutsche Fassung entstand nach einem Dialogbuch und unter der Regie von Pierre Peters-Arnolds bei der PPA Film GmbH Pierre Peters-Arnolds.
| Darsteller              | Rolle                        | Synchronsprecher      |
| ----------------------- | ---------------------------- | --------------------- |
| Antonio Banderas        | Alejandro Murrieta / Zorro   | Bernd Vollbrecht      |
| Anthony Hopkins         | Don Diego de la Vega / Zorro | Rolf Schult           |
| Catherine Zeta-Jones    | Elena Montero                | Madeleine Stolze      |
| Stuart Wilson           | Don Rafael Montero           | Hartmut Reck          |
| Matt Letscher           | Capt. Harrison Love          | Christian Tramitz     |
| Tony Amendola           | Don Luiz                     | Klaus Guth            |
| Pedro Armendáriz junior | Don Pedro                    | Fred Maire            |
| William Marquez         | Fray Felipe                  | Norbert Gastell       |
| José Pérez              | Cpl. Armando Garcia          | n.n.                  |
| Victor Rivers           | Joaquin Murrieta             | Pierre Peters-Arnolds |
| L.Q. Jones              | Drei-Finger-Jack             | Wolfgang Hess         |
| Julieta Rosen           | Esperanza de la Vega         | n.n.                  |
| Maury Chaykin           | Gefängnisleiter              | Hans-Rainer Müller    |

## Hintergrund
- Die Figur des Zorro basiert auf dem erstmals 1919 im Magazin All-Story Weekly veröffentlichten Roman The Curse of Capistrano des Autors Johnston McCulley. Der Roman wurde erstmals 1920 unter dem Titel The Mark of Zorro verfilmt (deutscher Filmtitel: Das Zeichen des Zorro). Nach dem großen Erfolg des Spielfilms wurde McCulleys Roman anschließend unter dem Titel The Mark of Zorro wiederveröffentlicht.
- Zorro ist das spanische Wort für Fuchs.
- Laut Audio-Kommentar des Regisseurs kam es letztlich mit drei Schauspielerinnen zu Probeaufnahmen für die Rolle der Elena: Neben Catherine Zeta-Jones waren dies Judith Godrèche und Izabella Scorupco.
- Ursprünglich war ein anderes Ende im Film vorgesehen, bei dem Alejandro und Elena mit den Gefangenen der Mine auf ihrem Weg General Santa Anna treffen, der die Übergabe des Goldes erwartete. Santa Anna wird im Film mehrmals erwähnt, sollte jedoch nur in der letzten Szene (gespielt von Joaquim de Almeida) im Film auftreten. Der an der Entstehung des Films beteiligte Steven Spielberg fand die Szene zu nachdenklich, deshalb wurde stattdessen das Ende mit Alejandro, Elena und ihrem Baby im Film verwendet.
- Die im Film verwendeten Figuren Joaquin Murieta (Alejandros Bruder) und Drei-Finger-Jack basieren auf tatsächlichen Banditen. Sie waren beide Mexikaner und machten Mitte des 19. Jahrhunderts den Norden Kaliforniens unsicher. Beide wurden schließlich vom Offizier Capt. Harry Love überwältigt und getötet, der im Film Capt. Harrison Love genannt wird.
- Die Dreharbeiten begannen am 27. Januar 1997 und endeten am 5. Juni 1997. Gedreht wurde in Mexiko.[2]
- Die Produktionskosten wurden auf rund 95 Millionen US-Dollar geschätzt. Der Film spielte in den Kinos weltweit rund 250 Millionen US-Dollar ein, davon rund 94 Millionen US-Dollar in den USA.[3]
- Kinostart in den USA war am 17. Juli 1998, in Deutschland am 22. Oktober 1998.[4]

## Kritiken
„Antonio Banderas verkörpert diese Reinkarnation des legendären mexikanischen Volkshelden mit Feuer und Elan. Das Drehbuch gestattet ihm sogar die eine oder andere komödiantische Einlage […] Und Anthony Hopkins, der die Eröffnungssequenz des Films noch als kühner, charmanter Ur-Zorro absolvieren darf und später zur Vaterfigur seines Nachfolgers avanciert, merkt man an, daß er seine Rolle spielte, weil er sich nach eigenem Bekunden mal „etwas Spaß bei der Arbeit gönnen“ wollte. Das Herzblut von „Die Maske des Zorro“ sind jedoch seine furios choreographierten Fechtszenen. Im Gegensatz zu „Der Mann in der eisernen Maske“, der den Begriff Mantel-und-Degen-Film gar nicht verdiente, werden hier die Klingen oft und lustvoll gekreuzt. Selbst die hinreißende Catherine Zeta-Jones darf sich mit dem schwarzgewandeten Helden duellieren […] Fazit: Elegant inszeniertes Abenteuerkino.“

„[…] weder als feuriger Draufgänger, noch als väterlicher Gerechtigkeitskämpfer allein würde Zorro heute noch funktionieren. Kurzerhand umgeht der Film das dramaturgische Problem, indem er die Zorro-Figur verdoppelt: Zorro Senior (Anthony Hopkins, dem man ganz offensichtlich nicht zumuten mochte, in seinem Alter noch Pferde zu reiten und sich an Kronleuchtern durch den Saal zu schwingen) bekommt einen Zorro Junior (Anthonio Banderas) zur Seite gestellt. Zwei Helden, die gemeinsam alle Charaktervariablen, Philosoph und Held vereinen. […] Fazit: Ein poppiger, zeitgemäßer Zorro, mit Ironie und Action, der ohne viele Special-Effekts auskommt, und zeigt, daß ein Film witzig sein kann und einfach Spaß machen, ohne daß darunter seine Intelligenz leidet.“

„Aus der dramaturgischen Umsetzung des Vater/Sohn-Verhältnisses von De la Vega zu Murietta zieht der Film lange Zeit seine größte magische Wirkung. Die inneren Konflikte der beiden Protagonisten wirken glaubhaft. Der gewonnene Flair wird jedoch durch einen allzu süßen Zuckerguß gegen Ende des Films der (gewollten?) Lächerlichkeit preisgegeben. Catherine Zeta-Jones als Elena Montero hat in mehreren, hervorragend choreographierten Actionszenen starke Momente. Ihre Rolle wird aber leider durch die dramaturgische Schwangerschaftskeule plattgehauen, und so zirkuliert sie in der Narration lediglich als Bindeglied zwischen den Männern.“

„Unterhaltsamer Mantel- und Degenfilm, der die klassischen Muster des Genres reizvoll wiederbelebt, wobei er von einem erstklassigen Darstellerensemble – allen voran Antonio Banderas als Idealbesetzung der Titelrolle – blendend unterstützt wird.“

## Auszeichnungen
Bei der Oscarverleihung 1999 war der Film in den Kategorien Bester Ton und Bester Tonschnitt nominiert.
Er war dreimal für einen Saturn Award 1999 nominiert, darunter Catherine Zeta-Jones und Kostüm-Designerin Graciela Mazón, die ebenfalls für einen BAFTA Award 1999 und für einen Costume Designers Guild Award nominiert wurde.
Antonio Banderas gewann den Europäischen Filmpreis 1998. Er wurde für einen Golden Globe 1999 nominiert, eine weitere Nominierung für diesen Preis erhielt der Film in der Kategorie Bester Film. Antonio Banderas und Catherine Zeta-Jones wurden für den MTV Movie Award 1999 nominiert. Der Film gewann als Bester Familienfilm den Young Artist Award 1999.